# Россоха
Россоха — річка в Якутії, ліва притока річки Алазея.
Починається з озера Суокурдаах і протікає Колимською низовиною. Впадає в річку Алазея за 383 км від її гирла. Довжина річки — 790 кілометрів, площа басейну — 27 300 км². Найбільші притоки: ліва — Арга-Юрях (333 км), праві — Ілін-Юрях (337 км), Баликтаах (190 км) . В басейн річки Россоха більше 7 400 озер загальною площею 3 240 км². Россоха замерзає від початку жовтня до початку червня.